# Bassopiano sarmatico

L'enorme estensione della pianura russa o sarmatica, i cui confini sono indicati dalla zona colorata di verde

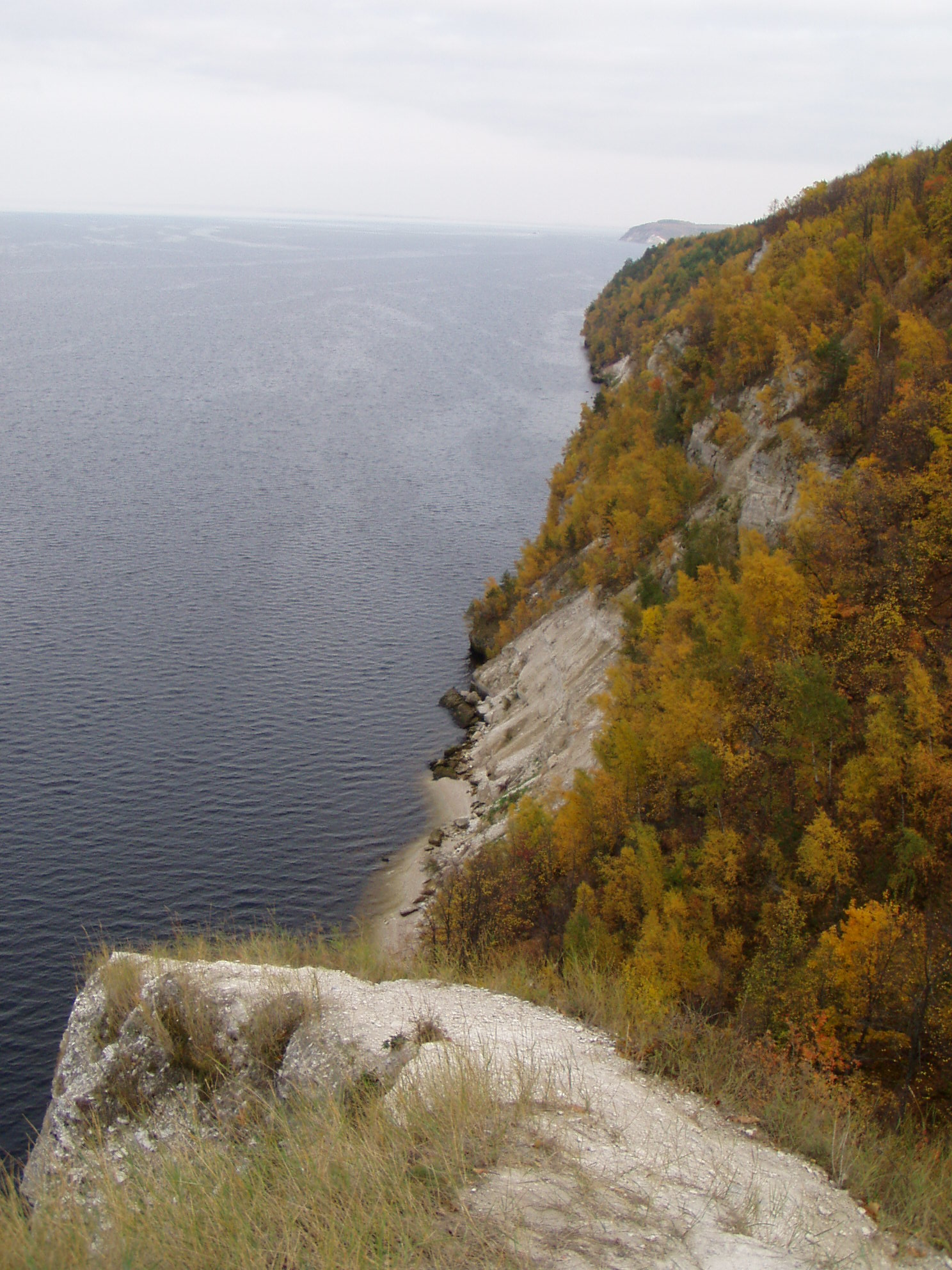
La ripida sponda destra del Volga (che forma in questo punto un bacino artificiale), dove incombono le alture omonime.

Il bassopiano sarmatico o pianura russa costituisce la quasi totalità della Russia europea, interessando parte dei territori di Bielorussia, Ucraina, Moldavia e delle tre Repubbliche baltiche. È la più vasta pianura europea.

## Etimologia
Il termine "sarmatico" deriva dal latino sarmaticus, a sua volta derivante dal greco σαρματικός ("sarmatikós"), che significa "relativo ai Sarmati", antico popolo di stirpe iranica, come gli Sciti, che vi abitava. La regione dei Sarmati era detta "Sarmazia". Secondo un'ipotesi molto diffusa sino al XIX secolo, detta sarmatismo, tutti i popoli slavi sarebbero discendenti dei Sarmati; il termine "sarmatico", quindi, signifina in senso lato "slavo", e "Bassopiano sarmatico" significa "bassopiano degli slavi": quasi tutti i popoli che lo abitano sono infatti di questo gruppo etno-linguistico. Fanno eccezione i moldavi, popolo affine a quello rumeno e dunque non slavo.

## Descrizione
È compresa fra:
- la penisola di Kola a nord-ovest;
- il Mar Glaciale Artico a nord;
- i Carpazi e le aree occidentali dell'Ucraina, della Bielorussia e della Moldavia a ovest;
- la depressione del Kuma-Manyč a sud[3];
- gli Urali ad est.

Il territorio è molto uniforme, differenziandosi radicalmente, in questo, dagli spazi europei molto frammentati: consiste essenzialmente in un vastissimo altopiano, poco elevato (le punte massime non superano di molto i 300 m), che declina lentamente verso le coste, sia a nord che a sud. Il substrato geologico su cui si sviluppa la pianura russa europea è antichissimo ma eventuali caratteri distintivi sono stati eliminati dall'azione delle glaciazioni quaternarie, che hanno uniformato il paesaggio e lasciato segni visibili del loro passaggio, sotto forma di morene, dal Rialto centrale russo e dalle alture del Don; procedendo verso oriente, si individuano le alture del Volga che, anch'esse poco elevate (351 m) digradano tuttavia bruscamente verso est, bordate dal fiume che dà loro il nome, sovrastato in certi punti anche di 200 m.
Questa asimmetria si osserva abbastanza di frequente nella Russia europea; è dovuta alla presenza di grandi faglie, lungo le quali si sono avuti scorrimenti di porzioni tabulari molto estese. Si creano così delle "scarpate" molto ripide, bordate dai fiumi che scavano grandi vallate asimmetriche: ripide ad ovest (destra idrografica), molto più piatte ed aperte ad est (sinistra idrografica). È il caso, come già detto, del Volga ma anche del Don, che borda ad oriente il Rialto centrale russo.
Verso nordovest il confine è segnato dalle alture del massiccio carelo-finnico, formato in prevalenza da rocce plutoniche e metamorfiti e ricco di risorse minerarie, in particolare metallifere; la quota si eleva, toccando i 1.200 m nelle alture della penisola di Kola.
Il confine meridionale è segnato dalla depressione del Kuma-Manyč, a sud della quale si estende l'imponente bastione caucasico, che culmina nel Gran Caucaso, (Bol'šoj Kavkaz), originato dall'orogenesi alpina; lungo lo spartiacque, questa catena tocca altezze maggiori di quelle delle Alpi: l'Elbrus tocca i 5.633 m e il massiccio del Kazbek i 5.033.
Ad oriente, infine, la catena degli Urali rappresenta un ostacolo solo nelle sezioni settentrionale (dove si tocca la massima quota, 1.894 m, monte Narodnaja) e meridionale (1.658 m, monte Jamantau); il settore centrale è più che altro collinare, con altezze che non superano i 600 m, passaggio ideale verso la Siberia. Si staccano dalla catena principale, movimentando la pianura, le alture della Kama e le catene degli Uvali settentrionali e dei Timani.

## Confini
- nord: Mar Bianco, Mare di Barents, Mare di Kara, Monti Scandinavi.
- est: Ural e bassopiano turanico
- sud: Monti Balcani, Monti della Crimea, Mar Nero, Mar d'Azov, depressione del Kuma-Manyč e Mar Caspio.
- ovest: Mar Baltico, Or e Nysa Łużycka, Sudeti, Carpazi (Carpazi Occidentali esterni, Carpazi orientali esterni, Carpazi meridionali, Carpazi Serbi).